# Lennart Petrell
Lennart Petrell, född 13 april 1984 i Helsingfors, är en finländsk professionell ishockeyspelare som spelar för Helsingin IFK i Liiga. Petrell valdes av Columbus Blue Jackets som 190:e spelare totalt i NHL-draften 2004.
Petrell har även spelat ett flertal matcher för det finska hockeylandslaget.

## Klubbar
- Kojootit, moderklubb
- Helsingin IFK, 1999–2000, 2001–2011, 2012 (NHL-lockout), 2016-
- Karhu-Kissat, 2000–2001
- Oklahoma City Barons, 2011–2012
- Edmonton Oilers, 2011–2013
- Genève-Servette HC, 2013–2014
- Luleå HF, 2014-2016